# 송기수
송기수(1507년 ~ 1581년)는 조선 중기의 문신이다. 대사헌을 지낸 송인수와는 친척 관계에 있었다. 본관은 은진 송씨, 호는 추파, 자는 태수.

## 생애
중종 때 문과에 급제하여 1532년에 장령이 되었으나 김안로의 횡포에 저항하다가 관직에서 물러났고 김안로가 사약을 마신 뒤에 복직하여 1538년에 수찬이 되었다. 이후 홍문관교리, 이조정랑을 지낸 뒤에 강원도어사로 외직에 나갔다가 돌아와서 다시 사헌부장령, 홍문관응교 등을 지냈고 이후 집의로 승진했다. 사헌부집의로 있다가 1543년에 충청도재상어사로 나가서 백성들을 위로했고 그 이후에 1544년에 홍문관직제학을 거쳐서 승정원동부승지가 되면서 당상관에 올랐고 인종 즉위 후에도 승정원좌부승지로 참찬관을 겸했다. 이후 우승지로 승진을 했고 명종 즉위 후에 윤원형, 이기, 정순붕 등이 일으킨 을사사화에 동참을 해서 익사공신에 책록되고 도승지로 승진한다. 이후 호조참판이 되었고 연이어 경기도관찰사로 나갔다가 다시 호조참판에 제수되고 곧 이조참판으로 옮겼다. 그러나 같은 친척이던 송인수가 사사된 이후 윤원형과 사이가 나빠졌다. 이후 강원도관찰사로 외직에 나갔다가 1550년에 내직으로 돌아와서 형조참판과 공조참판을 한다. 이후 병을 칭탁하여 사직을 했다가 1555년에 다시 조정으로 돌아와서 이조참판이 되었다. 이후 사헌부대사헌을 거쳐 형조참판으로 임명되었고 부사로 명나라에 다녀온 뒤에 동지중추부사로 있었다. 그러다가 1559년에 예조참판에 제수되었고 사간원대사간에 제수되었다가 일약 한성부판윤으로 승진을 했고 정경의 반열에 올랐다. 이후 다시 사헌부대사헌에 제수되었다. 대사헌으로 있다가 1563년에 좌참찬으로 승진했고 곧 예조판서에 임명되었다. 1564년에는 이조판서로 옮겼고 1565년에는 다사 좌참찬으로 제수되었다. 이 때 지의금부사를 하면서 윤원형 일파를 죄주는 일에 동참을 했으며 1566년에는 형조판서가 되었고 곧 다시 지의금부사가 되었다. 선조 때 좌참찬을 다시 거쳐서 호조판서가 되었으며 이후 기로소에 들어갔다.

## 평가
4조를 섬기면서 부귀와 장수를 누렸으나 을사사화에 가담했다고 해서 사림파들의 지탄을 받기도 했다.